# Paizay-le-Sec
Paizay-le-Sec ist eine französische Gemeinde mit 474 Einwohnern (Stand: 1. Januar 2022) im Département Vienne in der Region Nouvelle-Aquitaine. Sie gehört zum Arrondissement Montmorillon und zum Kanton Chauvigny.

## Geographie
Paizay-le-Sec liegt etwa 33 Kilometer östlich von Poitiers. Umgeben wird Paizay-le-Sec von den Nachbargemeinden La Puye im Norden und Nordwesten, La Bussière im Norden und Nordosten, Saint-Savin im Osten, Antigny im Süden und Südosten, Leignes-sur-Fontaine im Süden, Fleix im Südwesten, Chauvigny im Westen sowie Lauthiers im Nordwesten.

## Bevölkerungsentwicklung
| Jahr                      | 1962 | 1968 | 1975 | 1982 | 1990 | 1999 | 2006 | 2012 |
| Einwohner                 | 660  | 581  | 482  | 380  | 367  | 371  | 418  | 468  |
| Quelle: Cassini und INSEE |      |      |      |      |      |      |      |      |

## Sehenswürdigkeiten
Siehe auch: Liste der Monuments historiques in Paizay-le-Sec
- Kirche Saint-Hilaire aus dem 11. Jahrhundert
- Haus Champagne, seit 2007 Monument historique

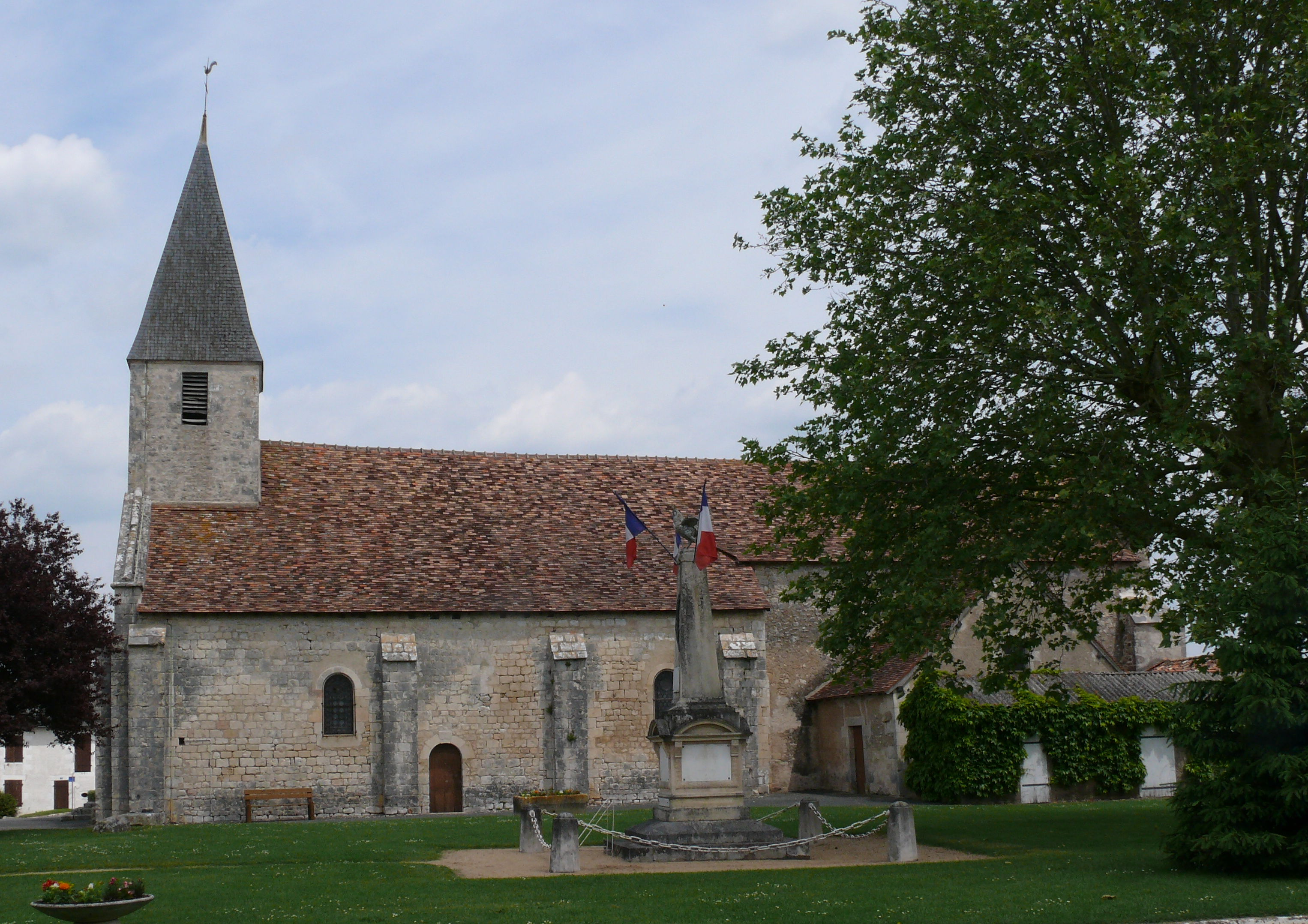
Kirche Saint-Hilaire